# Coordination œil-main

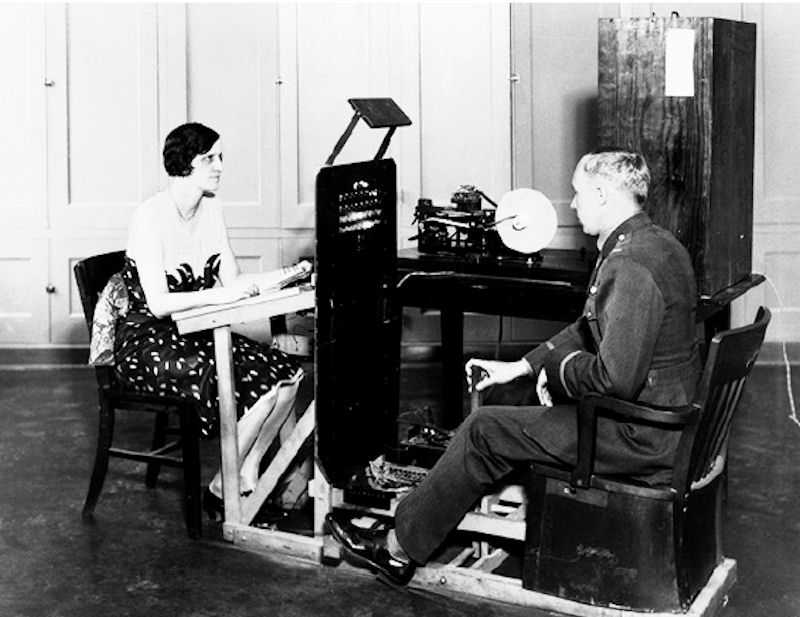
Test de coordination œil-main en 1943

La coordination œil-main (ou main-œil) est le contrôle coordonné entre les mouvements des yeux et des mains. L’information visuelle et les signaux proprioceptifs sont analysés ensemble dans le but de contrôler l’extension des bras et la manipulation des objets ainsi que le contrôle du mouvement des yeux. Presque chaque mouvement du corps humain est coordonné avec l’assistance de la perception visuelle. De cette manière, le cerveau peut générer un modèle de l’environnement qui permet l’interaction précise avec la réalité physique.
Plusieurs activités ont été et sont étudiées au sujet de la coordination œil-main, par exemple pratiquer un sport comme le tennis de table, jouer d’un instrument de musique en lisant une partition, jouer aux jeux vidéo, copier manuellement des documents, et même préparer du thé. La coordination œil-main fait partie des mécanismes et des gestes quotidiens. Sans une coordination efficace, beaucoup de gens ne pourraient pas réaliser les tâches les plus simples comme poser un livre sur une table ou attraper un ballon.

## Comportement et cinématique
Les neuroscientifiques ont étudié intensivement le comportement du regard humain. Les études notent que l’usage du regard dépend fortement de la tâche spécifique et que les personnes contrôlent proactivement le mouvement du regard. Normalement les yeux fixent une cible avant que les mains interviennent, ce qui indique que les yeux fournissent de l’information spatiale aux mains. La durée de la fixation des yeux sur un certain objet varie pour exécuter un mouvement des mains. Dans certains cas, les yeux restent fixés jusqu’à ce que la tâche soit terminée. Dans les autres cas, les yeux paraissent explorer d’abord d’autres objets d’intérêt avant que la main saisisse l’objet. Inversement, les personnes sont capables d’orienter des saccades oculaires vers la main sans regarder en utilisant de l’information spatiale obtenue par la proprioception de la main.

### Mouvement de la main guidé par l’œil
Quand les yeux et les mains sont utilisés pour des actions principales, les yeux dirigent le mouvement des mains vers les cibles. En outre, les yeux fournissent des informations initiales sur un objet, comme sa taille, sa forme et les possibilités pour le saisir. Cette information est utilisée pour déterminer la force nécessaire afin de réaliser un exercice. Pour les tâches plus brèves, les yeux changent souvent leur fixation sur les autres tâches pour fournir de l’information supplémentaire pour planifier les mouvements suivants. Cependant, plus d’information visuelle garantit un mouvement plus continu et plus précis pour corriger les fautes potentielles du mouvement.
À propos des tâches séquentielles, la coordination du regard est déclenchée pendant des événements cinétiques importants, comme un changement de la direction du mouvement ou en passant par des repères perçus. Le mouvement des yeux et la planification du mouvement des mains sont connectés à tel point que la divergence entre le signal du mouvement et les résultats, qui sont perçus par les yeux et les autres sens, peut être utilisé pour un mouvement correctif. Les yeux ont une tendance à re-fixer une cible afin d’actualiser la mémoire de l’objet, comme un changement de la forme ou de la géométrie de l’objet. Cela est surtout important pendant des tâches qui incluent la coordination entre l’information visuelle et le mouvement de la main pour faire une copie des événements perçus. Pendant les tâches qui  présupposent une grande précision, le temps nécessaire pour planifier et exercer le mouvement augmente linéairement quand il y a beaucoup de stimulations visuelles (Loi de Fitts).

### Saccades oculaires guidées par la main
Les gens sont capables de fixer la position présumée des mains avec les yeux sans l’information visuelle et sans qu’il y ait un grand écart entre les positions. Cela est rendu possible par le sens de la proprioception. Quand les mains assistent le mouvement des yeux, les mouvements actifs et passifs sont le résultat d’un dépassement des saccades oculaires. Ce dépassement provient du contrôle des saccades oculaires plutôt que du mouvement précédent de mains pendant des expériences. Par conséquent, la proprioception, par rapport aux membres, peut aider à diriger les saccades oculaires par une diffusion de l’information de la position des membres aux yeux.

## Mécanismes neuraux
Le contrôle neural de la coordination œil-main est complexe parce qu’il concerne chaque partie du système nerveux central dans laquelle la vision est impliquée : le mouvement des yeux, le contact, et la coordination de la main. Tout cela concerne les yeux eux-mêmes, le cortex cérébral, les structures sous-corticales (comme le cervelet, les ganglions de la base, et le tronc cérébral), la moelle épinière, et le système nerveux périphérique. Le lobe frontal et le lobe pariétal sont les autres régions qui sont étudiées intensivement par rapport au contrôle des saccades oculaires et des mains. On pense que ces deux régions jouent un rôle décisif par rapport à la coordination œil-main et à la planification des mouvements pendant des tâches.
En outre, on pense en raison des résultats de l’IRMf (l’Imagerie par résonance magnétique fonctionnelle) que la jonction entre le lobe pariétal et le lobe occipital est impliquée dans la transformation de l’information visuelle périphérique afin de saisir un objet. Cette région cérébrale est composée des sous-divisions pour tendre les bras, saisir des objets et pour les saccades oculaires. Le cortex pariétal postérieur joue aussi un rôle important dans la coordination entre la proprioception et la transformation de l’information sur le mouvement sensoriel. De cette manière, le mouvement peut être planifié et contrôlé selon l’information visuelle.

## Syndromes cliniques
La coordination œil-main peut être dérangée par de nombreux troubles, maladies et atteintes. Les raisons peuvent être une lésion du cerveau, la dégénération du cerveau à cause d’une maladie ou la vieillesse, ou une incapacité apparente de coordonner les sens complètement.

### Vieillesse
Des dérangements de la coordination œil-main ont été découverts chez des adultes plus âgés, surtout durant des mouvements à grande vitesse et des mouvements précis. On l’attribue à une dégénération générale du cortex. Le résultat est souvent la perte de la capacité d’analyser correctement l’information visuelle et de faire le lien entre cette dernière et les mouvements des mains. Pourtant, même si les adultes plus âgés ont tendance à avoir besoin de plus temps  pour ces tâches, ils sont toujours capable de bouger aussi précisément que les adultes plus jeunes, mais seulement s’ils ont de temps en plus à leur disposition.

### Maladie de Parkinson
Les adultes qui ont la maladie de Parkinson montrent souvent les mêmes troubles (mais plus extrêmement) à cause de la vieillesse que les adultes sans Parkinson. La maladie de Parkinson est un trouble du mouvement et elle apparaît quand il y a une dégénération des neurones dopaminergiques qui relient la substantia nigra avec le noyau caudé. Les symptômes primaires sont, entre autres, une rigidité musculaire, un ralentissement du mouvement, des tremblements, et une instabilité posturale. On a démontré que la capacité de planifier et d’acquérir de l’expérience permet d’augmenter le temps de réaction pour les adultes avec la maladie de Parkinson, mais seulement sous la condition que les patients prennent des médicaments contre les effets de la maladie de Parkinson. Quelques patients reçoivent de la L-DOPA qui est un précurseur de la dopamine. Elle peut croiser la barrière hémato-encéphalique pour que les neurones dopaminergiques puissent l’absorber et la convertir en dopamine.